# Idioma sarikoli
El idioma sarikoli (también Sariqoli, Selekur, Sarikul, Sariqul, Sariköli) es un miembro del subgrupo Pamir de los idiomas iranios orientales hablado por los tajikos de China. Se refieren oficialmente a él en China como el "Lenguaje Tayiko", sin embargo es diferente al idioma tayiko hablado en Tayikistán.

## Nomenclatura
El sarikoli es oficialmente referido como "Tajiko" (塔吉克语/Tǎjíkèyǔ) en China. Sin embargo, no está estrechamente relacionado con el tayiko que se habla en Tayikistán. Es también referida como Tashkorghani, que después fue  antigua capital del reino Sarikoli (en la actualidad en el Condado de Xinjiang), sin embargo, este uso no está muy extendido entre los estudiosos.
Los primeros relatos escritos en inglés, a partir de la década de 1870, por lo general utilizan el nombre de "Sarikoli".

## Distribución de usuarios
El número de hablantes es de alrededor de 20.000, la mayoría residen en el Condado Autónomo Tayiko de Taxkorgan en el sur de provincia de Xinjiang, China. El nombre chino de la lengua sarikoli, así como el uso de sarikol como topónimo, es Sèlēikùěr (色勒库尔). Los usuarios en China suelen utilizar el uigur y el chino para comunicarse con la gente de otros grupos étnicos en la zona. El resto se encuentran en el sector controlado por Pakistán de Cachemira, muy cerca de las fronteras internacionales entre Pakistán y China.
Es mutuamente inteligible con el idioma wají con el que está relacionado.

## Ortografía
El idioma no tiene forma oficial por escrito. Gawarjon, editado en China, utilizan IPA para transcribir los sonidos de sarikoli en su libro y el diccionario, mientras Pakhalina, la edición en Rusia, utiliza un alfabeto similar a la de la lengua wakhi en la suya. Porque la mayoría de los hablantes sarikoli asisten a las escuelas usando uigur como medio de instrucción, algunos pueden ser capaces de escribir su idioma con el alfabeto uigur.

## Fonología

### Vocales
Las vocales sarikoli tal como se utilizan en las obras de Rusia (los valores de la API en pulseras):
a [a], e [e], ɛy [ɛi̯] (dialectal æy or ay [æi̯ / ai̯]), ɛw [ɛu̯] (dialectal æw or aw [æu̯ /au̯]), ə [ə], i [i], o [o / ɔ], u [u], ы [ɯ] (dialectal ů [ʊ]). En algunos dialectos también pueden aparecer variantes largas de las vocales : ā, ē, ī, ō, ū, ы̄, ǝ̄.

### Las consonantes
El sarikoli tiene 29 consonantes:
Las consonantes sariqoli de acuerdo a la transcripción de iranologistas rusos (valores de la API en pulseras):
p /p/, b /b/, t /t/, d /d/, k /k ~ c/, g /ɡ ~ ɟ/, q /q/, c /ts/, ʒ /dz/, č /tɕ/, ǰ /dʑ/, s /s/, z /z/, x̌ /x/, γ̌ /ɣ/, f /f/, v /v/, θ /θ/, δ /ð/, x /χ/, γ /ʁ/, š /ɕ/, ž /ʑ/, w /w/, y /j/, m /m/, n /n / ŋ/, l /l/, r /r/

### Tensión
La mayoría de las palabras reciben acento en la última sílaba, sin embargo, una minoría recibe la tensión en su primera sílaba. Además, varias declinación de sustantivos e inflexiones verbales regularmente ponen la tensión en su primera sílaba, incluido el imperativo y interrogativo.

## Vocabulario
Aunque en gran medida el léxico sarikoli es muy próximo a las otras lenguas iranias orientales, pero un gran número de palabras son especiales para el sarikoli y el estrechamente relacionado shughni, que no se encuentran en otros idiomas iranios orientales como el wakhi, el pastún o el avéstico.
| Español | Persa          | Tayiko          | Shughni | Sarikoli | Wakhi   | Pashto       | Avéstico                |
| ------- | -------------- | --------------- | ------- | -------- | ------- | ------------ | ----------------------- |
| Hijo    | pesær (پسر)    | pisar (писар)   | puts    | pɯts     | putr    | zoj          | putra                   |
| Fuego   | ɒtiʃ (اتش)     | otaʃ (оташ)     | joːts   | juts     | rɯχniɡ  | wor          | âtar                    |
| Agua    | ɒb (اب)        | ob (об)         | xats    | xats     | jupk    | obə          | aiwyô, ap               |
| Mano    | dæst (دست)     | dast (даѕт)     | ðust    | ðɯst     | ðast    | lɑs          | zasta                   |
| Pie     | pɒ (پا)        | po (по)         | poːð    | peð      | pɯð     | pxa, pʂa     | pad                     |
| Diente  | dændɒn (دندان) | dandon (дандон) | ðinðʉn  | ðanðun   | ðɯnðɯk  | ɣɑx, ɣɑʂ     | ?                       |
| Ojo     | tʃæʃm (چشم)    | tʃaʃm (чашм)    | tsem    | tsem     | tʂəʐm   | stərɡa       | cashman                 |
| Caballo | æsb (اسب)      | asp (асп)       | voːrdʒ  | vurdʒ    | jaʃ     | ɑs           | aspa                    |
| Nube    | æbr (ابر)      | abr (абр)       | abri    | varm     | mur     | uriədz       | ?                       |
| Trigo   | gændom (گندم)  | gandum (гандум) | ʒindam  | ʒandam   | ɣɯdim   | ɣanəm        | ?                       |
| Carne   | ɡuʃt (گوشت)    | ɡuʃt (гушт)     | ɡuːxt   | ɡɯxt     | ɡuʂt    | ɣwəxa, ɣwəʂa | ?                       |
| Muchos  | besjɒr (بسيار) | bisjor (бисёр)  | bisjoːr | pɯr      | təqi    | ɖer, pura    | paoiri, paoirîsh, pouru |
| Alto    | bolænd (بلند)  | baland (баланд) | biland  | bɯland   | bɯland  | lwəɻ         | berezô, berezañt        |
| Lejos   | dur (دور)      | dur (дур)       | ðar     | ðar      | ðir     | ləre         | dûra, dûrât             |
| Bueno   | χub (خوب)      | χub (хуб)       | χub     | tʃardʒ   | baf     | xə, ʂə       | vohu                    |
| Pequeño | kutʃik (كوچك)) | χurd (хурд)     | dzul    | dzɯl     | dzəqlai | ləɡ, ləʐ     | ?                       |
| Decir   | goft (گفت)     | guft (гуфт)     | lʉvd    | levd     | xənak   | wajəl        | aoj-, mrû-, sangh-      |
| Hacer   | kærd (كرد)     | kard (кард)     | tʃiːd   | tʃeiɡ    | tsərak  | kawəl        | kar-                    |
| Mirar   | did (ديد)      | did (дид)       | wiːnt   | wand     | winɡ    | winəm        | dî-                     |